# ATP-seizoen 2015
Het ATP-seizoen in 2015 bestond uit de internationale tennistoernooien, die door de ATP en ITF werden georganiseerd in het kalenderjaar 2015.
Het speelschema omvatte:
- 62 ATP-toernooien, bestaande uit de categorieën:
  - ATP World Tour Masters 1000: 9
  - ATP World Tour 500: 13
  - ATP World Tour 250: 39
  - ATP World Tour Finals: eindejaarstoernooi voor de acht beste tennissers/dubbelspelteams.
- 6 ITF-toernooien, bestaande uit de:
  - 4 grandslamtoernooien;
  - Davis Cup: landenteamtoernooi;
  - Hopman Cup: landenteamtoernooi voor gemengde tenniskoppels, geen ATP-punten.

## Speelschema

### Legenda
| Grand Slams                 |
| Olympische Spelen           |
| ATP World Tour Finals       |
| ATP World Tour Masters 1000 |
| ATP World Tour 500          |
| ATP World Tour 250          |
| Toernooien voor teams       |

Codering
De codering voor het aantal deelnemers.
128S/128Q/64D/32X
- 128 deelnemers aan hoofdtoernooi (S)
- 128 aan het kwalificatietoernooi (Q)
- 64 koppels in het dubbelspel (D)
- 32 koppels in het gemengd dubbelspel (X)

Alle toernooien worden in principe buiten gespeeld, tenzij anders vermeld.
RR = groepswedstrijden, (i) = indoor

### Januari
| Toernooistart         | Toernooi | Winnaar(s)                               | Finalist(en)                                | Uitslag finale     | Details |
| --------------------- | --- | ---------------------------------------- | ------------------------------------------- | ------------------ | ------- |
| 5 januari             | Hyundai Hopman Cup Perth, Australië ITF gemengd teamcompetitie AU$ 1.000.000 - hardcourt (i) - 8 teams                 | Polen Jerzy Janowicz Agnieszka Radwańska | Verenigde Staten John Isner Serena Williams | 2-1                | details |
| 5 januari             | Brisbane International presented by Suncorp Brisbane, Australië ATP World Tour 250 $ 439.405 - hardcourt - 28S/32Q/16D | Roger Federer                            | Milos Raonic                                | 6-4, 6-7, 6-4      | details |
| 5 januari             | Brisbane International presented by Suncorp Brisbane, Australië ATP World Tour 250 $ 439.405 - hardcourt - 28S/32Q/16D | Jamie Murray John Peers                  | Oleksandr Dolgopolov Kei Nishikori          | 6-3, 7-6           | details |
| 5 januari             | Aircel Chennai Open Chennai, India ATP World Tour 250 $403.495 - hardcourt - 28S/32Q/16D                               | Stanislas Wawrinka                       | Aljaž Bedene                                | 6-3, 6-4           | details |
| 5 januari             | Aircel Chennai Open Chennai, India ATP World Tour 250 $403.495 - hardcourt - 28S/32Q/16D                               | Lu Yen-hsun Jonathan Marray              | Raven Klaasen Leander Paes                  | 6-3, 7-6           | details |
| 5 januari             | Qatar ExxonMobil Open Doha, Qatar ATP World Tour 250 $ 1.129.815 - hardcourt - 32S/32Q/16D                             | David Ferrer                             | Tomáš Berdych                               | 6-1, 6-7, 6-2      | details |
| 5 januari             | Qatar ExxonMobil Open Doha, Qatar ATP World Tour 250 $ 1.129.815 - hardcourt - 32S/32Q/16D                             | Juan Mónaco Rafael Nadal                 | Julian Knowle Philipp Oswald                | 6-3, 6-4           | details |
| 12 januari            | Apia International Sydney Sydney, Australië ATP World Tour 250 $ 439.405 - hardcourt - 28S/32Q/16D                     | Viktor Troicki                           | Michail Koekoesjkin                         | 6-2, 6-3           | details |
| 12 januari            | Apia International Sydney Sydney, Australië ATP World Tour 250 $ 439.405 - hardcourt - 28S/32Q/16D                     | Rohan Bopanna Daniel Nestor              | Jean-Julien Rojer Horia Tecău               | 6-4, 7-6           | details |
| 12 januari            | Heineken Open Auckland, Nieuw-Zeeland ATP World Tour 250 $ 464.490 - hardcourt - 28S/32Q/16D                           | Jiří Veselý                              | Adrian Mannarino                            | 6-3, 6-2           | details |
| 12 januari            | Heineken Open Auckland, Nieuw-Zeeland ATP World Tour 250 $ 464.490 - hardcourt - 28S/32Q/16D                           | Raven Klaasen Leander Paes               | Dominic Inglot Florin Mergea                | 7-6, 6-4           | details |
| 19 januari 26 januari | Australian Open Melbourne, Australië Grand Slam AU$ 17.748.600 - hardcourt 128S/128Q/64D/32X                           | Novak Đoković                            | Andy Murray                                 | 7-6, 6-7, 6-3, 6-0 | details |
| 19 januari 26 januari | Australian Open Melbourne, Australië Grand Slam AU$ 17.748.600 - hardcourt 128S/128Q/64D/32X                           | Simone Bolelli Fabio Fognini             | Pierre-Hugues Herbert Nicolas Mahut         | 6-4, 6-4           | details |
| 19 januari 26 januari | Australian Open Melbourne, Australië Grand Slam AU$ 17.748.600 - hardcourt 128S/128Q/64D/32X                           | Martina Hingis Leander Paes              | Kristina Mladenovic Daniel Nestor           | 6-4, 6-3           | details |

### Februari
| Toernooistart | Toernooi | Winnaar(s)                                | Finalist(en)                          | Uitslag finale    | Details |
| ------------- | --- | ----------------------------------------- | ------------------------------------- | ----------------- | ------- |
| 2 februari    | Open Sud de France Montpellier, Frankrijk ATP World Tour 250 € 439.405 - hardcourt (i) - 28S/32Q/16D                                | Richard Gasquet                           | Jerzy Janowicz                        | 3-0, opg.         | details |
| 2 februari    | Open Sud de France Montpellier, Frankrijk ATP World Tour 250 € 439.405 - hardcourt (i) - 28S/32Q/16D                                | Marcus Daniell Artem Sitak                | Dominic Inglot Florin Mergea          | 3-6, 6-4, [16-14] | details |
| 2 februari    | PBZ Zagreb Indoors Zagreb, Kroatië ATP World Tour 250 € 439.405 - hardcourt (i) - 28S/32Q/16D                                       | Guillermo García López                    | Andreas Seppi                         | 7-6, 6-3          | details |
| 2 februari    | PBZ Zagreb Indoors Zagreb, Kroatië ATP World Tour 250 € 439.405 - hardcourt (i) - 28S/32Q/16D                                       | Marin Draganja Henri Kontinen             | Fabrice Martin Purav Raja             | 6-4, 6-4          | details |
| 2 februari    | Ecuador Open Quito Quito, Ecuador ATP World Tour 250 $ 439.310 - gravel - 28S/32Q/16D                                               | Víctor Estrella Burgos                    | Feliciano López                       | 6-2, 6-7, 7-6     | details |
| 2 februari    | Ecuador Open Quito Quito, Ecuador ATP World Tour 250 $ 439.310 - gravel - 28S/32Q/16D                                               | Gero Kretschmer Alexander Satschko        | Víctor Estrella Burgos João Souza     | 7-5, 7-6          | details |
| 9 februari    | ABN AMRO World Tennis Tournament Rotterdam, Nederland ATP World Tour 500 €1.478.850 - hardcourt (i) - 32S/32Q/16D                   | Stanislas Wawrinka                        | Tomáš Berdych                         | 4-6, 6-3, 6-4     | details |
| 9 februari    | ABN AMRO World Tennis Tournament Rotterdam, Nederland ATP World Tour 500 €1.478.850 - hardcourt (i) - 32S/32Q/16D                   | Jean-Julien Rojer Horia Tecău             | Jamie Murray John Peers               | 3-6, 6-3, [10-8]  | details |
| 9 februari    | Brasil Open 2015 São Paulo, Brazilië ATP World Tour 250 $ 444.650 - gravel (i) - 28S/32Q/16D                                        | Pablo Cuevas                              | Luca Vanni                            | 6-4, 3-6, 7-6     | details |
| 9 februari    | Brasil Open 2015 São Paulo, Brazilië ATP World Tour 250 $ 444.650 - gravel (i) - 28S/32Q/16D                                        | Juan Sebastián Cabal Robert Farah Maksoud | Paolo Lorenzi Diego Schwartzman       | 6-4, 6-2          | details |
| 9 februari    | Memphis Open Memphis, Verenigde Staten ATP World Tour 250 $ 585.870 - hardcourt (i) - 28S/32Q/16D                                   | Kei Nishikori                             | Kevin Anderson                        | 6-4, 6-4          | details |
| 9 februari    | Memphis Open Memphis, Verenigde Staten ATP World Tour 250 $ 585.870 - hardcourt (i) - 28S/32Q/16D                                   | Mariusz Fyrstenberg Santiago González     | Artem Sitak Donald Young              | 5-7, 7-6, [10-8]  | details |
| 16 februari   | Rio Open presented by Claro Rio de Janeiro, Brazilië ATP World Tour 500 $ 1.414.550 - gravel - 32S/32Q/16D                          | David Ferrer                              | Fabio Fognini                         | 6-2, 6-3          | details |
| 16 februari   | Rio Open presented by Claro Rio de Janeiro, Brazilië ATP World Tour 500 $ 1.414.550 - gravel - 32S/32Q/16D                          | Martin Kližan Philipp Oswald              | Pablo Andújar Oliver Marach           | 6-4, 6-2          | details |
| 16 februari   | Delray Beach Open by The Venetian® Las Vegas Delray Beach, Verenigde Staten ATP World Tour 250 $ 488.225 - hardcourt - 32S/32Q/16D  | Ivo Karlović                              | Donald Young                          | 6-3, 6-3          | details |
| 16 februari   | Delray Beach Open by The Venetian® Las Vegas Delray Beach, Verenigde Staten ATP World Tour 250 $ 488.225 - hardcourt - 32S/32Q/16D  | Bob Bryan Mike Bryan                      | Raven Klaasen Leander Paes            | 6-3, 3-6, [10-6]  | details |
| 16 februari   | Open 13 Marseille, Frankrijk ATP World Tour 250 € 565.735 - hardcourt (i) - 28S/32Q/16D                                             | Gilles Simon                              | Gaël Monfils                          | 6-4, 1-6, 7-6     | details |
| 16 februari   | Open 13 Marseille, Frankrijk ATP World Tour 250 € 565.735 - hardcourt (i) - 28S/32Q/16D                                             | Marin Draganja Henri Kontinen             | Colin Fleming Jonathan Marray         | 6-4, 3-6, [10-8]  | details |
| 23 februari   | Dubai Duty Free Tennis Championships Dubai, Verenigde Arabische Emiraten ATP World Tour 500 $ 2.082.605 - hardcourt - 32S/32Q/16D   | Roger Federer                             | Novak Đoković                         | 6-3, 7-5          | details |
| 23 februari   | Dubai Duty Free Tennis Championships Dubai, Verenigde Arabische Emiraten ATP World Tour 500 $ 2.082.605 - hardcourt - 32S/32Q/16D   | Rohan Bopanna Daniel Nestor               | Aisam-ul-Haq Qureshi Nenad Zimonjić   | 6-4, 6-1          | details |
| 23 februari   | Abierto Mexicano Telcel Acapulco, Mexico ATP World Tour 500 $ 1.3414.550 - hardcourt - 32S/32Q/16D                                  | David Ferrer                              | Kei Nishikori                         | 6-3, 7-5          | details |
| 23 februari   | Abierto Mexicano Telcel Acapulco, Mexico ATP World Tour 500 $ 1.3414.550 - hardcourt - 32S/32Q/16D                                  | Ivan Dodig Marcelo Melo                   | Mariusz Fyrstenberg Santiago González | 7-6, 5-7, [10-3]  | details |
| 23 februari   | Argentina Open presentado por Buenos Aires Ciudad 2015 Buenos Aires, Argentinië ATP World Tour 250 $ 500.550 - gravel - 28S/32Q/16D | Rafael Nadal                              | Juan Mónaco                           | 6-4, 6-1          | details |
| 23 februari   | Argentina Open presentado por Buenos Aires Ciudad 2015 Buenos Aires, Argentinië ATP World Tour 250 $ 500.550 - gravel - 28S/32Q/16D | Jarkko Nieminen André Sá                  | Pablo Andújar Oliver Marach           | 4-6, 6-4, [10-7]  | details |

### Maart
| Toernooistart     | Toernooi | Winnaar(s)               | Finalist(en)                 | Uitslag finale   | Details |
| ----------------- | --- | ------------------------ | ---------------------------- | ---------------- | ------- |
| 6 maart           | Davis Cup (1e ronde)                                                                                                   |                          |                              |                  | details |
| 9 maart 16 maart  | BNP Paribas Open Indian Wells, Verenigde Staten ATP World Tour Masters 1000 $ 5.381.235 - hardcourt - 96S/48Q/32D      | Novak Đoković            | Roger Federer                | 6-3, 6-7, 6-2    | details |
| 9 maart 16 maart  | BNP Paribas Open Indian Wells, Verenigde Staten ATP World Tour Masters 1000 $ 5.381.235 - hardcourt - 96S/48Q/32D      | Vasek Pospisil Jack Sock | Simone Bolelli Fabio Fognini | 6-4, 6-7, [10-7] | details |
| 23 maart 30 maart | Miami Open presented by Itaú Miami, Verenigde Staten ATP World Tour Masters 1000 $ 5.381.235 - hardcourt - 96S/48Q/32D | Novak Đoković            | Andy Murray                  | 7-6, 4-6, 6-0    | details |
| 23 maart 30 maart | Miami Open presented by Itaú Miami, Verenigde Staten ATP World Tour Masters 1000 $ 5.381.235 - hardcourt - 96S/48Q/32D | Bob Bryan Mike Bryan     | Vasek Pospisil Jack Sock     | 6-3, 1-6, [10-8] | details |

### April
| Toernooistart | Toernooi | Winnaar(s)                             | Finalist(en)                   | Uitslag finale    | Details |
| ------------- | --- | -------------------------------------- | ------------------------------ | ----------------- | ------- |
| 6 april       | Grand Prix Hassan II Casablanca, Marokko ATP World Tour 250 € 439.405 - gravel - 28S/32Q/16D                                                       | Martin Kližan                          | Daniel Gimeno Traver           | 6-2, 6-2          | details |
| 6 april       | Grand Prix Hassan II Casablanca, Marokko ATP World Tour 250 € 439.405 - gravel - 28S/32Q/16D                                                       | Rameez Junaid Adil Shamasdin           | Rohan Bopanna Florin Mergea    | 6-3, 1-6, [10-8]  | details |
| 6 april       | Fayez Sarofim & Co. US Men's Clay Court Championship Houston, Verenigde Staten ATP World Tour 250 $ 488.225 - gravel (kastanjebruin) - 28S/32Q/16D | Jack Sock                              | Sam Querrey                    | 7-6, 7-6          | details |
| 6 april       | Fayez Sarofim & Co. US Men's Clay Court Championship Houston, Verenigde Staten ATP World Tour 250 $ 488.225 - gravel (kastanjebruin) - 28S/32Q/16D | Ričardas Berankis Tejmoeraz Gabasjvili | Treat Huey Scott Lipsky        | 6-4, 6-4          | details |
| 12 april      | Monte-Carlo Rolex Masters Monte Carlo, Monaco ATP World Tour Masters 1000 € 3.288.530 - gravel - 56S/28Q/24D                                       | Novak Đoković                          | Tomáš Berdych                  | 7-5, 4-6, 6-3     | details |
| 12 april      | Monte-Carlo Rolex Masters Monte Carlo, Monaco ATP World Tour Masters 1000 € 3.288.530 - gravel - 56S/28Q/24D                                       | Bob Bryan Mike Bryan                   | Simone Bolelli Fabio Fognini   | 7-6, 6-1          | details |
| 20 april      | Barcelona Open Banco Sabadell Barcelona, Spanje ATP World Tour 500 € 1.993.230 - gravel - 48S/28Q/16D                                              | Kei Nishikori                          | Pablo Andújar                  | 6-4, 6-4          | details |
| 20 april      | Barcelona Open Banco Sabadell Barcelona, Spanje ATP World Tour 500 € 1.993.230 - gravel - 48S/28Q/16D                                              | Marin Draganja Henri Kontinen          | Jamie Murray John Peers        | 6-3, 6-7, [11-9]  | details |
| 20 april      | BRD Năstase Țiriac Trophy Boekarest, Roemenië ATP World Tour 250 € 439.405 - gravel - 28S/32Q/16D                                                  | Guillermo García López                 | Jiří Veselý                    | 7-6, 7-6          | details |
| 20 april      | BRD Năstase Țiriac Trophy Boekarest, Roemenië ATP World Tour 250 € 439.405 - gravel - 28S/32Q/16D                                                  | Marius Copil Adrian Ungur              | Nicholas Monroe Artem Sitak    | 3-6, 7-5, [17-15] | details |
| 27 april      | BMW Open München, Duitsland ATP World Tour 250 € 439.405 - gravel - 28S/32Q/16D                                                                    | Andy Murray                            | Philipp Kohlschreiber          | 7-6, 5-7, 7-6     | details |
| 27 april      | BMW Open München, Duitsland ATP World Tour 250 € 439.405 - gravel - 28S/32Q/16D                                                                    | Alexander Peya Bruno Soares            | Alexander Zverev Mischa Zverev | 4-6, 6-1, [10-5]  | details |
| 27 april      | Millennium Estoril Open Cascais, Portugal ATP World Tour 250 € 439.405 - gravel - 28S/32Q/16D                                                      | Richard Gasquet                        | Nick Kyrgios                   | 6-3, 6-2          | details |
| 27 april      | Millennium Estoril Open Cascais, Portugal ATP World Tour 250 € 439.405 - gravel - 28S/32Q/16D                                                      | Treat Huey Scott Lipsky                | Marc López David Marrero       | 6-1, 6-4          | details |
| 27 april      | TEB BNP Paribas Istanbul Open Istanbul, Turkije ATP World Tour 250 € 439.405 - gravel - 28S/32Q/16D                                                | Roger Federer                          | Pablo Cuevas                   | 6-3, 7-6          | details |
| 27 april      | TEB BNP Paribas Istanbul Open Istanbul, Turkije ATP World Tour 250 € 439.405 - gravel - 28S/32Q/16D                                                | Radu Albot Dušan Lajović               | Robert Lindstedt Jürgen Melzer | 6-4, 7-6          | details |

### Mei
| Toernooistart | Toernooi                                                                                                | Winnaar(s)                                | Finalist(en)                    | Uitslag finale     | Details |
| ------------- | --- | ----------------------------------------- | ------------------------------- | ------------------ | ------- |
| 3 mei         | Mutua Madrid Open Madrid, Spanje ATP World Tour Masters 1000 € 4.185.405 - gravel - 56S/28Q/24D         | Andy Murray                               | Rafael Nadal                    | 6-3, 6-2           | details |
| 3 mei         | Mutua Madrid Open Madrid, Spanje ATP World Tour Masters 1000 € 4.185.405 - gravel - 56S/28Q/24D         | Rohan Bopanna Florin Mergea               | Marcin Matkowski Nenad Zimonjić | 6-2, 6-7, [11-9]   | details |
| 10 mei        | Internazionali BNL d'Italia Rome, Italië ATP World Tour Masters 1000 € 3.288.530 - gravel - 56S/28Q/24D | Novak Đoković                             | Roger Federer                   | 6-4, 6-3           | details |
| 10 mei        | Internazionali BNL d'Italia Rome, Italië ATP World Tour Masters 1000 € 3.288.530 - gravel - 56S/28Q/24D | Pablo Cuevas David Marrero                | Marcel Granollers Marc López    | 6-4, 7-5           | details |
| 17 mei        | Open de Nice Côte d’Azur Nice, Frankrijk ATP World Tour 250 € 439.405 - gravel - 28S/32Q/16D            | Dominic Thiem                             | Leonardo Mayer                  | 6-7, 7-5, 7-6      | details |
| 17 mei        | Open de Nice Côte d’Azur Nice, Frankrijk ATP World Tour 250 € 439.405 - gravel - 28S/32Q/16D            | Mate Pavić Michael Venus                  | Jean-Julien Rojer Horia Tecău   | 7-6, 2-6, [10-8]   | details |
| 17 mei        | Open de Geneva Open Genève, Zwitserland ATP World Tour 250 € 439.405 - gravel - 32S/32Q/16D             | Thomaz Bellucci                           | João Sousa                      | 7-6, 6-4           | details |
| 17 mei        | Open de Geneva Open Genève, Zwitserland ATP World Tour 250 € 439.405 - gravel - 32S/32Q/16D             | Juan Sebastián Cabal Robert Farah Maksoud | Raven Klaasen Lu Yen-hsun       | 7-5, 4-6, [10-7]   | details |
| 25 mei 1 juni | Roland Garros Parijs, Frankrijk Grand Slam € 13.008.000 - gravel 128S/128Q/64D/32X                      | Stanislas Wawrinka                        | Novak Đoković                   | 4-6, 6-4, 6-3, 6-2 | details |
| 25 mei 1 juni | Roland Garros Parijs, Frankrijk Grand Slam € 13.008.000 - gravel 128S/128Q/64D/32X                      | Ivan Dodig Marcelo Melo                   | Bob Bryan Mike Bryan            | 6-7, 7-6, 7-5      | details |
| 25 mei 1 juni | Roland Garros Parijs, Frankrijk Grand Slam € 13.008.000 - gravel 128S/128Q/64D/32X                      | Bethanie Mattek-Sands Mike Bryan          | Lucie Hradecká Marcin Matkowski | 7-6, 6-1           | details |

### Juni
| Toernooistart  | Toernooi                                                                                                | Winnaar(s)                          | Finalist(en)                        | Uitslag finale     | Details |
| -------------- | --- | ----------------------------------- | ----------------------------------- | ------------------ | ------- |
| 8 juni         | Topshelf Open Rosmalen, Nederland ATP World Tour 250 € 537.050 - gras - 28S/32Q/16D                     | Nicolas Mahut                       | David Goffin                        | 7-6, 6-1           | details |
| 8 juni         | Topshelf Open Rosmalen, Nederland ATP World Tour 250 € 537.050 - gras - 28S/32Q/16D                     | Ivo Karlović Łukasz Kubot           | Pierre-Hugues Herbert Nicolas Mahut | 6-2, 7-6           | details |
| 8 juni         | MercedesCup Stuttgart, Duitsland ATP World Tour 250 € 574.965 - gras - 28S/32Q/16D                      | Rafael Nadal                        | Viktor Troicki                      | 7-6, 6-3           | details |
| 8 juni         | MercedesCup Stuttgart, Duitsland ATP World Tour 250 € 574.965 - gras - 28S/32Q/16D                      | Rohan Bopanna Florin Mergea         | Alexander Peya Bruno Soares         | 7-5, 2-6, [10-7]   | details |
| 15 juni        | Gerry Weber Open Halle, Duitsland ATP World Tour 500 € 1.574.640 - gras - 32S/16Q/16D                   | Roger Federer                       | Andreas Seppi                       | 7-6, 6-4           | details |
| 15 juni        | Gerry Weber Open Halle, Duitsland ATP World Tour 500 € 1.574.640 - gras - 32S/16Q/16D                   | Raven Klaasen Rajeev Ram            | Rohan Bopanna Florin Mergea         | 7-6, 6-2           | details |
| 15 juni        | Aegon Championships Londen, Verenigd Koninkrijk ATP World Tour 500 € 1.574.640 - gras - 32S/16Q/24D     | Andy Murray                         | Kevin Anderson                      | 6-3, 6-4           | details |
| 15 juni        | Aegon Championships Londen, Verenigd Koninkrijk ATP World Tour 500 € 1.574.640 - gras - 32S/16Q/24D     | Pierre-Hugues Herbert Nicolas Mahut | Marcin Matkowski Nenad Zimonjić     | 6-2, 6-2           | details |
| 21 juni        | Aegon Open Nottingham Nottingham, Verenigd Koninkrijk ATP World Tour 250 € 589.160 - gras - 48S/32Q/16D | Denis Istomin                       | Sam Querrey                         | 7-6, 7-6           | details |
| 21 juni        | Aegon Open Nottingham Nottingham, Verenigd Koninkrijk ATP World Tour 250 € 589.160 - gras - 48S/32Q/16D | Chris Guccione André Sá             | Pablo Cuevas David Marrero          | 6-2, 7-5           | details |
| 29 juni 6 juli | Wimbledon Londen, Verenigd Koninkrijk Grand Slam £ 12.568.000 - gras 128S/128Q/64D/16Q/48X              | Novak Đoković                       | Roger Federer                       | 7-6, 6-7, 6-4, 6-3 | details |
| 29 juni 6 juli | Wimbledon Londen, Verenigd Koninkrijk Grand Slam £ 12.568.000 - gras 128S/128Q/64D/16Q/48X              | Jean-Julien Rojer Horia Tecău       | Jamie Murray John Peers             | 7-6, 6-4, 6-4      | details |
| 29 juni 6 juli | Wimbledon Londen, Verenigd Koninkrijk Grand Slam £ 12.568.000 - gras 128S/128Q/64D/16Q/48X              | Martina Hingis Leander Paes         | Tímea Babos Alexander Peya          | 6-1, 6-1           | details |

### Juli
| Toernooistart   | Toernooi                                                                                                   | Winnaar(s)                            | Finalist(en)                              | Uitslag finale   | Details |
| --------------- | --- | ------------------------------------- | ----------------------------------------- | ---------------- | ------- |
| 13 juli 17 juli | Hall of Fame Tennis Champs Newport, Verenigde Staten ATP World Tour 250 $ 488.225 - gras - 32S/32Q/16D     | Rajeev Ram                            | Ivo Karlović                              | 7-6, 5-7, 7-6    | details |
| 13 juli 17 juli | Hall of Fame Tennis Champs Newport, Verenigde Staten ATP World Tour 250 $ 488.225 - gras - 32S/32Q/16D     | Jonathan Marray Aisam-ul-Haq Qureshi  | Nicholas Monroe Mate Pavić                | 4-6, 6-3, [10-8] | details |
| 13 juli 17 juli | Davis Cup (kwartfinale)                                                                                    |                                       |                                           |                  | details |
| 20 juli         | SkiStar Swedish Open Båstad, Zweden ATP World Tour 250 € 439.405 - gravel - 28S/32Q/16D                    | Benoît Paire                          | Tommy Robredo                             | 7-6, 6-3         | details |
| 20 juli         | SkiStar Swedish Open Båstad, Zweden ATP World Tour 250 € 439.405 - gravel - 28S/32Q/16D                    | Jérémy Chardy Łukasz Kubot            | Juan Sebastián Cabal Robert Farah Maksoud | 6-7, 6-3, [10-8] | details |
| 20 juli         | Vegeta Croatia Open Umag Umag, Kroatië ATP World Tour 250 € 439.405 - gravel - 28S/32Q/16D                 | Dominic Thiem                         | João Sousa                                | 6-4, 6-1         | details |
| 20 juli         | Vegeta Croatia Open Umag Umag, Kroatië ATP World Tour 250 € 439.405 - gravel - 28S/32Q/16D                 | Máximo González André Sá              | Mariusz Fyrstenberg Santiago González     | 4-6, 6-3, [10-5] | details |
| 20 juli         | Claro Open Colombia Bogota, Colombia ATP World Tour 250 $ 683.515 - hardcourt - 28S/32Q/16D                | Bernard Tomic                         | Adrian Mannarino                          | 6-1, 3-6, 6-2    | details |
| 20 juli         | Claro Open Colombia Bogota, Colombia ATP World Tour 250 $ 683.515 - hardcourt - 28S/32Q/16D                | Édouard Roger-Vasselin Radek Štěpánek | Mate Pavić Michael Venus                  | 7-5, 6-3         | details |
| 27 juli         | bet-at-home Open Hamburg, Duitsland ATP World Tour 500 € 1.285.955 - gravel - 32S/16Q/16D                  | Rafael Nadal                          | Fabio Fognini                             | 7-5, 7-5         | details |
| 27 juli         | bet-at-home Open Hamburg, Duitsland ATP World Tour 500 € 1.285.955 - gravel - 32S/16Q/16D                  | Jamie Murray John Peers               | Juan Sebastián Cabal Robert Farah Maksoud | 2-6, 6-3, [10-8] | details |
| 27 juli         | BB&T Atlanta Open Atlanta, Verenigde Staten ATP World Tour 250 $ 585.870 - hardcourt - 28S/32Q/16D         | John Isner                            | Marcos Baghdatis                          | 6-3, 6-3         | details |
| 27 juli         | BB&T Atlanta Open Atlanta, Verenigde Staten ATP World Tour 250 $ 585.870 - hardcourt - 28S/32Q/16D         | Bob Bryan Mike Bryan                  | Colin Fleming Gilles Müller               | 4-6, 7-6, [10-4] | details |
| 27 juli         | Crédit Agricole Suisse Open Gstaad Gstaad, Zwitserland ATP World Tour 250 € 439.405 - gravel - 28S/32Q/16D | Dominic Thiem                         | David Goffin                              | 7-5, 6-2         | details |
| 27 juli         | Crédit Agricole Suisse Open Gstaad Gstaad, Zwitserland ATP World Tour 250 € 439.405 - gravel - 28S/32Q/16D | Aliaksandr Bury Denis Istomin         | Oliver Marach Aisam-ul-Haq Qureshi        | 3-6, 6-2, [10-5] | details |

### Augustus
| Toernooistart           | Toernooi | Winnaar(s)                           | Finalist(en)                         | Uitslag finale     | Details |
| ----------------------- | --- | ------------------------------------ | ------------------------------------ | ------------------ | ------- |
| 3 augustus              | Generali Open Kitzbühel, Oostenrijk ATP World Tour 250 € 439.405 - gravel - 28S/16D                                                 | Philipp Kohlschreiber                | Paul-Henri Mathieu                   | 2-6, 6-2, 6-2      | details |
| 3 augustus              | Generali Open Kitzbühel, Oostenrijk ATP World Tour 250 € 439.405 - gravel - 28S/16D                                                 | Nicolás Almagro Carlos Berlocq       | Robin Haase Henri Kontinen           | 5-7, 6-3, [11-9]   | details |
| 3 augustus              | Citi Open Washington, Verenigde Staten ATP World Tour 500 $ 1.508.815 - hardcourt - 48S/24Q/16D                                     | Kei Nishikori                        | John Isner                           | 4-6, 6-4, 6-4      | details |
| 3 augustus              | Citi Open Washington, Verenigde Staten ATP World Tour 500 $ 1.508.815 - hardcourt - 48S/24Q/16D                                     | Bob Bryan Mike Bryan                 | Ivan Dodig Marcelo Melo              | 6-4, 6-2           | details |
| 10 augustus             | Coupe Rogers Montreal, Canada ATP World Tour Masters 1000 $ 3.587.490 - hardcourt - 56S/28Q/24D                                     | Andy Murray                          | Novak Đoković                        | 6-4, 4-6, 6-3      | details |
| 10 augustus             | Coupe Rogers Montreal, Canada ATP World Tour Masters 1000 $ 3.587.490 - hardcourt - 56S/28Q/24D                                     | Bob Bryan Mike Bryan                 | Daniel Nestor Édouard Roger-Vasselin | 7-6, 3-6, [10-6]   | details |
| 16 augustus             | Western & Southern Open - Cincinnati Cincinnati, Verenigde Staten ATP World Tour Masters 1000 $ 3.826,655 - hardcourt - 56S/28Q/24D | Roger Federer                        | Novak Đoković                        | 7-6, 6-3           | details |
| 16 augustus             | Western & Southern Open - Cincinnati Cincinnati, Verenigde Staten ATP World Tour Masters 1000 $ 3.826,655 - hardcourt - 56S/28Q/24D | Daniel Nestor Édouard Roger-Vasselin | Marcin Matkowski Nenad Zimonjić      | 6-2, 6-2           | details |
| 24 augustus             | Winston-Salem Open Winston-Salem, Verenigde Staten ATP World Tour 250 $ 616.210 - hardcourt - 48S/32Q/16D                           | Kevin Anderson                       | Pierre-Hugues Herbert                | 6-4, 7-5           | details |
| 24 augustus             | Winston-Salem Open Winston-Salem, Verenigde Staten ATP World Tour 250 $ 616.210 - hardcourt - 48S/32Q/16D                           | Dominic Inglot Robert Lindstedt      | Eric Butorac Scott Lipsky            | 6-2, 6-4           | details |
| 31 augustus 7 september | US Open New York, Verenigde Staten Grand Slam $ - hardcourt 128S/128Q/64D/32X                                                       | Novak Đoković                        | Roger Federer                        | 6-4, 5-7, 6-4, 6-4 | details |
| 31 augustus 7 september | US Open New York, Verenigde Staten Grand Slam $ - hardcourt 128S/128Q/64D/32X                                                       | Pierre-Hugues Herbert Nicolas Mahut  | Jamie Murray John Peers              | 6-4, 6-4           | details |
| 31 augustus 7 september | US Open New York, Verenigde Staten Grand Slam $ - hardcourt 128S/128Q/64D/32X                                                       | Martina Hingis Leander Paes          | Bethanie Mattek-Sands Sam Querrey    | 6-4, 3-6, [10-7]   | details |

### September
| Toernooistart | Toernooi | Winnaar(s)                          | Finalist(en)                        | Uitslag finale   | Details |
| ------------- | --- | ----------------------------------- | ----------------------------------- | ---------------- | ------- |
| 18 september  | Davis Cup (halve finales)                                                                                      |                                     |                                     |                  | details |
| 21 september  | St. Petersburg Open Sint-Petersburg, Rusland ATP World Tour 250 $ 1.030.000 - hardcourt (i) - 28S/32Q/16D      | Milos Raonic                        | João Sousa                          | 6-3, 3-6, 6-3    | details |
| 21 september  | St. Petersburg Open Sint-Petersburg, Rusland ATP World Tour 250 $ 1.030.000 - hardcourt (i) - 28S/32Q/16D      | Treat Huey Henri Kontinen           | Julian Knowle Alexander Peya        | 7-5, 6-3         | details |
| 21 september  | Moselle Open Metz, Frankrijk ATP World Tour 250 € 439.405 - hardcourt (i) - 28S/32Q/16D                        | Jo-Wilfried Tsonga                  | Gilles Simon                        | 7-6, 1-6, 6-2    | details |
| 21 september  | Moselle Open Metz, Frankrijk ATP World Tour 250 € 439.405 - hardcourt (i) - 28S/32Q/16D                        | Łukasz Kubot Édouard Roger-Vasselin | Pierre-Hugues Herbert Nicolas Mahut | 2-6, 6-3, [10-7] | details |
| 28 september  | Malaysian Open, Kuala Lumpur Kuala Lumpur, Maleisië ATP World Tour 250 $ 937.835 - hardcourt (i) - 28S/32Q/16D | David Ferrer                        | Feliciano López                     | 7-5, 7-5         | details |
| 28 september  | Malaysian Open, Kuala Lumpur Kuala Lumpur, Maleisië ATP World Tour 250 $ 937.835 - hardcourt (i) - 28S/32Q/16D | Treat Huey Henri Kontinen           | Raven Klaasen Rajeev Ram            | 7-6, 6-2         | details |
| 28 september  | Shenzhen Open Shenzhen, China ATP World Tour 250 $ 607.940 - hardcourt - 28S/21Q/16D                           | Tomáš Berdych                       | Guillermo García López              | 6-3, 7-6         | details |
| 28 september  | Shenzhen Open Shenzhen, China ATP World Tour 250 $ 607.940 - hardcourt - 28S/21Q/16D                           | Jonathan Erlich Colin Fleming       | Chris Guccione André Sá             | 6-1, 6-7         | details |

### Oktober
| Toernooistart | Toernooi | Winnaar(s)                        | Finalist(en)                              | Uitslag finale   | Details |
| ------------- | --- | --------------------------------- | ----------------------------------------- | ---------------- | ------- |
| 5 oktober     | China Open Peking, China ATP World Tour 500 $ 2.700.510 - hardcourt - 32S/16Q/16D                             | Novak Đoković                     | Rafael Nadal                              | 6-2, 6-2         | details |
| 5 oktober     | China Open Peking, China ATP World Tour 500 $ 2.700.510 - hardcourt - 32S/16Q/16D                             | Vasek Pospisil Jack Sock          | Daniel Nestor Édouard Roger-Vasselin      | 3-6, 6-3, [10-6] | details |
| 5 oktober     | Rakuten Japan Open Tennis Championships Tokio, Japan ATP World Tour 500 $ 1.263.045 - hardcourt - 32S/16Q/16D | Stan Wawrinka                     | Benoît Paire                              | 6-2, 6-4         | details |
| 5 oktober     | Rakuten Japan Open Tennis Championships Tokio, Japan ATP World Tour 500 $ 1.263.045 - hardcourt - 32S/16Q/16D | Raven Klaasen Marcelo Melo        | Juan Sebastián Cabal Robert Farah Maksoud | 7-6, 3-6, [10-7] | details |
| 11 oktober    | Shanghai Rolex Masters Shanghai, China ATP World Tour Masters 1000 $ 4.783.320 - hardcourt - 56S/28Q/24D      | Novak Đoković                     | Jo-Wilfried Tsonga                        | 6-2, 6-4         | details |
| 11 oktober    | Shanghai Rolex Masters Shanghai, China ATP World Tour Masters 1000 $ 4.783.320 - hardcourt - 56S/28Q/24D      | Raven Klaasen Marcelo Melo        | Simone Bolelli Fabio Fognini              | 6-3, 6-3         | details |
| 19 oktober    | Kremlin Cup Moskou, Rusland ATP World Tour 250 $ 698.325 - hardcourt (i) - 28S/32Q/16D                        | Marin Čilić                       | Roberto Bautista Agut                     | 6-4, 6-4         | details |
| 19 oktober    | Kremlin Cup Moskou, Rusland ATP World Tour 250 $ 698.325 - hardcourt (i) - 28S/32Q/16D                        | Andrej Roebljov Dmitri Toersoenov | Radu Albot František Čermák               | 2-6, 6-1, [10-6] | details |
| 19 oktober    | If Stockholm Open Stockholm, Zweden ATP World Tour 250 € 537.050 - hardcourt (i) - 28S/32Q/16D                | Tomáš Berdych                     | Jack Sock                                 | 7-6, 6-2         | details |
| 19 oktober    | If Stockholm Open Stockholm, Zweden ATP World Tour 250 € 537.050 - hardcourt (i) - 28S/32Q/16D                | Nicholas Monroe Jack Sock         | Mate Pavić Michael Venus                  | 7-6, 6-2         | details |
| 19 oktober    | Erste Bank Open Wenen, Oostenrijk ATP World Tour 500 € 1.745.040 - hardcourt (i) - 28S/32Q/16D                | David Ferrer                      | Steve Johnson                             | 4-6, 6-4, 7-5    | details |
| 19 oktober    | Erste Bank Open Wenen, Oostenrijk ATP World Tour 500 € 1.745.040 - hardcourt (i) - 28S/32Q/16D                | Łukasz Kubot Marcelo Melo         | Jamie Murray John Peers                   | 4-6, 7-6, [10-6] | details |
| 26 oktober    | Valencia Open Valencia, Spanje ATP World Tour 250 € 537.050 - hardcourt (i) - 32S/32Q/16D                     | João Sousa                        | Roberto Bautista Agut                     | 3-6, 6-3, 6-4    | details |
| 26 oktober    | Valencia Open Valencia, Spanje ATP World Tour 250 € 537.050 - hardcourt (i) - 32S/32Q/16D                     | Eric Butorac Scott Lipsky         | Feliciano López Maks Mirni                | 7-6, 6-3         | details |
| 26 oktober    | Swiss Indoors Basel Bazel, Zwitserland ATP World Tour 500 € 1.575.295 - hardcourt (i) - 32S/32Q/16D           | Roger Federer                     | Rafael Nadal                              | 6-3, 5-7, 6-3    | details |
| 26 oktober    | Swiss Indoors Basel Bazel, Zwitserland ATP World Tour 500 € 1.575.295 - hardcourt (i) - 32S/32Q/16D           | Alexander Peya Bruno Soares       | Jamie Murray John Peers                   | 7-5, 7-5         | details |

### November
| Toernooistart | Toernooi | Winnaar(s)                    | Finalist(en)                | Uitslag finale   | Details       |
| ------------- | --- | ----------------------------- | --------------------------- | ---------------- | ------------- |
| 2 november    | BNP Paribas Masters Parijs, Frankrijk ATP World Tour Masters 1000 € 3.288.530 - hardcourt (i) - 48S/24Q/24D              | Novak Đoković                 | Andy Murray                 | 6-2, 6-4         | details       |
| 2 november    | BNP Paribas Masters Parijs, Frankrijk ATP World Tour Masters 1000 € 3.288.530 - hardcourt (i) - 48S/24Q/24D              | Ivan Dodig Marcelo Melo       | Vasek Pospisil Jack Sock    | 2-6, 6-3, [10-5] | details       |
| 9 november    | Geen toernooi | Geen toernooi                 | Geen toernooi               | Geen toernooi    | Geen toernooi |
| 15 november   | Barclay ATP World Tour Finals Londen, Verenigd Koninkrijk ATP World Tour Finals $ 7.000.000 - hardcourt (i) - 8S/8D (RR) | Novak Đoković                 | Roger Federer               | 6-3, 6-4         | details       |
| 15 november   | Barclay ATP World Tour Finals Londen, Verenigd Koninkrijk ATP World Tour Finals $ 7.000.000 - hardcourt (i) - 8S/8D (RR) | Jean-Julien Rojer Horia Tecău | Rohan Bopanna Florin Mergea | 6-4, 6-3         | details       |
| 27 november   | Davis Cup (finale) | Groot-Brittannië              | België                      | 3-1              | details       |

### December
Geen toernooien

## Overzicht ondergronden
| Januari                  | Januari | Januari | Januari | Januari | Februari | Februari | Februari | Februari | Maart | Maart | Maart | Maart | April | April | April | April | April | Mei | Mei | Mei | Mei | Juni | Juni | Juni | Juni | Juli | Juli | Juli | Juli | Juli | Augustus | Augustus | Augustus | Augustus | September | September | September | September | Oktober | Oktober | Oktober | Oktober | Oktober | November | November | November | November | December | December | December | December | December |
| ↓ Hardcourt (28 weken) ↓ |         |         |         |         |          |          |          |          |       |       |       |       |       |       |       |       |       |     |     |     |     |      |      |      |      |      |      |      |      |      |          |          |          |          |           |           |           |           |         |         |         |         |         |          |          |          |          |          |          |          |          |          |
|                          |         |         |         |         |          |          |          |          |       |       |       |       |       |       |       |       |       |     |     |     |     |      |      |      |      |      |      |      |      |      |          |          |          |          |           |           |           |           |         |         |         |         |         |          |          |          |          |          |          |          |          |          |
| ↓ Gravel (16 weken) ↓    |         |         |         |         |          |          |          |          |       |       |       |       |       |       |       |       |       |     |     |     |     |      |      |      |      |      |      |      |      |      |          |          |          |          |           |           |           |           |         |         |         |         |         |          |          |          |          |          |          |          |          |          |
|                          |         |         |         |         |          |          |          |          |       |       |       |       |       |       |       |       |       |     |     |     |     |      |      |      |      |      |      |      |      |      |          |          |          |          |           |           |           |           |         |         |         |         |         |          |          |          |          |          |          |          |          |          |
| ↓ Gras (6 weken) ↓       |         |         |         |         |          |          |          |          |       |       |       |       |       |       |       |       |       |     |     |     |     |      |      |      |      |      |      |      |      |      |          |          |          |          |           |           |           |           |         |         |         |         |         |          |          |          |          |          |          |          |          |          |
|                          |         |         |         |         |          |          |          |          |       |       |       |       |       |       |       |       |       |     |     |     |     |      |      |      |      |      |      |      |      |      |          |          |          |          |           |           |           |           |         |         |         |         |         |          |          |          |          |          |          |          |          |          |

|  | = Grandslamtoernooi |  | = Davis Cup (ondergrond bepaald door thuisspelend land) |

## Statistieken toernooien

### Toernooien per ondergrond
| Ondergrond   | Aantal | Buiten/binnen | Aantal |
| ------------ | ------ | ------------- | ------ |
| Hardcourt    | 38     | Buiten        | 22     |
| Hardcourt    | 38     | Binnen        | 16     |
| Gravel       | 22     | Buiten        | 21     |
| Gravel       | 22     | Binnen        | 1      |
| Gras         | 7      | Buiten        | 7      |
| Verschillend | 1      | Verschillend  | 1      |
| Totaal       | 68     |               |        |

### Toernooien per continent
| Continent     | Aantal |
| ------------- | ------ |
| Europa        | 35     |
| Noord-Amerika | 13     |
| Azië          | 8      |
| Oceanië       | 5      |
| Zuid-Amerika  | 5      |
| Afrika        | 1      |
| Verschillend  | 1      |
| Totaal        | 68     |

### Toernooien per land
| Aantal | Land |
| ------ | --- |
| 11     | Verenigde Staten |
| 6      | Frankrijk |
| 4      | Australië, Duitsland, Verenigd Koninkrijk |
| 3      | China, Spanje, Zwitserland |
| 2      | Brazilië, Kroatië, Nederland, Oostenrijk, Rusland, Zweden |
| 1      | Argentinië, Canada, Colombia, Ecuador, India, Italië, Japan, Maleisië, Mexico, Monaco, Marokko, Nieuw-Zeeland, Portugal, Qatar, Roemenië, Turkije, Verenigde Arabische Emiraten |

### Baansnelheid
| Court Pace Index ATP Masters toernooien + ATP Finals |
| ---------------------------------------------------- |
|                                                      |
| ■ Traag ■ Medium traag ■ Medium ■ Medium snel ■ Snel |

Bron: Court Pace Index: Tennis court speeds Tennis Warehouse Forum